# Lligabosc etrusc
El lligabosc etrusc (Lonicera etrusca) és un arbust lianoide caducifoli de la família de les caprifoliàcies. També rep el nom de gallarets pl., mareselva, xuclamel o xuclamel etrusc.

## Descripció
És un arbust de fins a 3 metres d'alçada. Té les tiges llargues, primes, enfiladisses i de color vermellós.
Les fulles, de 3 a 9 cm, són oposades, primes, toves, obtuses i el·líptiques. Les superiors estan soldades per parells per la base, i les inferiors peciolades.
Les flors són grogues o blanques, de vegades amb tons roses per fora. Tenen la corol·la tubular, de 3 a 4 cm, obertes en dos llavis desiguals, l'inferior enter i el superior dividit en 4 lòbuls, amb 5 estams que sobresurten de dins del tub de la corol·la. S'agrupen en inflorescències llargament pedunculades a l'extremitat de les tiges.
El fruit és una baia ovoide vermella. A diferència del lligabosc mediterrani que els té enganxats al darrer parell de fulles, al lligabosc etrusc es distribueixen en tres petites tiges que surten del darrer parell de fulles.

## Hàbitat
És una planta que forma part del sotabosc dels alzinars i les rouredes. A la comarca del Garraf se'l veu a les terres obagues on abunden el bosc d'alzines i acompanyant alguns roures prop de les rieres. Creix habitualment entre el 0 i els 1.400 metres d'altitud.

## Floració i fructificació
Floreix entre els mesos de maig i juliol. Fructifica a finals d'estiu.

## Propietats
Les baies no són comestibles, però les flors són calmants.